# Canton de Clermont
Le canton de Clermont est une circonscription électorale française située dans le département de l'Oise et la région Hauts-de-France.

## Géographie

Situation du canton de Clermont dans son arrondissement avant 2015.

Ce canton est organisé autour de Clermont dans l'arrondissement de Clermont. 

## Histoire
Par décret du 20 février 2014, le nombre de cantons du département est divisé par deux, avec mise en application aux élections départementales de mars 2015. Le canton de Clermont est conservé et est réduit. Il passe de 24 à 20 communes.

## Représentation

### Conseillers d'arrondissement (de 1833 à 1940)
Le canton de Clermont avait deux conseillers d'arrondissement.
| Période                                  | Période      | Identité                                     | Étiquette | Qualité |
| ---------------------------------------- | ------------ | -------------------------------------------- | --------- | --- |
| 1833                                     | 1846 (décès) | Thomas Duguey-Dufaÿ (du Faÿ) (1775-1846)     |           | Propriétaire du château de Faÿ à Agnetz, maire de Clermont (1830-1846)                                      |
| 1833                                     | 1848         | Nicolas Dominique Gérard père (1780-1865)    |           | Maire de Blincourt                                                                                          |
|                                          |              |                                              |           | |
| 1852                                     | 1855         | Édouard Isidore Caffin                       |           | Cultivateur, maire de Clermont                                                                              |
| 1852                                     | 1886         | Delphe-Auguste Labitte                       | Droite    | Directeur de la maison d'aliénés de Clermont                                                                |
| 1855                                     | 1864         | M. Leclerc                                   |           | |
| 1864                                     | 1871         | Charles Hubaine                              |           | Ancien brasseur à Clermont                                                                                  |
| 1871                                     | 1877         | Joseph Noël Auguste Decuignières (1814-1895) |           | Docteur en médecine à Clermont                                                                              |
| 1877                                     | 1888 (décès) | Édouard Féret                                |           | Bibliothécaire, adjoint au maire de Clermont                                                                |
| 1886                                     | 1892         | Jules Labitte (1849-1928)                    | Droite    | Propriétaire à Clermont                                                                                     |
| 1888                                     | 1895 (décès) | Joseph Noël Auguste Decuignières (1814-1895) |           | Médecin, propriétaire, maire de Clermont                                                                    |
| 1892                                     | 1898         | Georges Guesnet                              | Radical   | Propriétaire à La Neuville-en-Hez                                                                           |
| 1895                                     | 1907         | Eugène-Camille Chantareau (1838-1917)        |           | Vétérinaire à Clermont                                                                                      |
| 1898                                     | 1907         | M. Burdiat                                   |           | Propriétaire à Clermont                                                                                     |
| 1907                                     |              | Alexandre Borrée                             |           | Agriculteur à Épineuse                                                                                      |
| 1907                                     |              | Gaston Gueudré (1869-1947)                   |           | Négociant en grains à Clermont                                                                              |
|                                          |              |                                              |           | |
| 1925                                     | 1941         | Fernand Borrée (1886-1965)                   |           | Agriculteur, maire d'Épineuse (1919-1940) Révoqué par le Gouvernement de Vichy                              |
| 1925                                     | 1930 (décès) | Wenceslas Coutellier                         | SFIO      | Maire d'Agnetz                                                                                              |
| 1930                                     | 1940         | Roger Bouchard (1897-1986)                   | Radical   | Médecin à Noyon, maire de Clermont (1935-1944)                                                              |
| 1940                                     |              |                                              |           | Les conseils d'arrondissement ont été suspendus par la loi du 12 octobre 1940 et n'ont jamais été réactivés |
| Les données manquantes sont à compléter. |              |                                              |           | |

### Conseillers généraux (1833-2015)
| Période                                  | Période           | Identité                                  | Étiquette     | Qualité |
| ---------------------------------------- | ----------------- | ----------------------------------------- | ------------- | --- |
| 1833                                     | 1843              | André Louis Emmanuel Seillier (1807-1868) |               | Avoué puis juge au Tribunal civil de Clermont |
| 1843                                     | 1848              | Thomas Huvey (1789-1881)                  |               | Conseiller à la Cour royale d'Amiens Propriétaire à Clermont Ancien conseiller général du Canton de Crèvecœur-le-Grand                                                    |
| 1848                                     | 1871              | Charles Godard d'Aucour de Plancy         | Tiers parti   | Député au Corps législatif (1849-1851, 1852-1870) maire d'Agnetz |
| 1871                                     | 1886 (inéligible) | Henri d'Orléans Duc d'Aumale              | Centre droit  | Fils du roi Louis-Philippe Général de division Gouverneur d'Algérie (1847-1848) Député (1871-1876) Propriétaire à Chantilly                                               |
| 1886                                     | 1891 (décès)      | Delphe-Auguste Labitte                    | Droite        | Directeur de la maison de santé de Clermont, ancien conseiller d'arrondissement Député (1871-1876, 1877-1878)                                                             |
| 1891                                     | 1898              | Jacques Stern                             | Républicain   | Propriétaire du château de Fitz-James |
| 1898                                     | 1919              | Georges Guesnet                           | Rad.          | Président de la Fédération nationale des sapeurs-pompiers, La Neuville-en-Hez                                                                                             |
| 1919                                     | 1934              | Désiré Bouteille                          | URD           | Député (1919-1932) Directeur de journal à Clermont |
| 1934                                     | 1940              | Léon-Marie Lecomte                        | URD           | Ancien Maire de Clermont (1925-1929) Nommé conseiller départemental en 1943                                                                                               |
|                                          |                   |                                           |               | |
| 1945                                     | 1958              | Eugène Delahoutre                         | MRP           | Notaire Maire de Clermont (1945-1947) Député (1945-1951) |
| 1958                                     | 1963 (décès)      | Louis Sanson                              | MRP           | Président de la Caisse d'épargne, adjoint au maire de Clermont |
| 7 juillet 1963                           | 1964              | Pierre Hersant (frère de Robert Hersant)  | Rad.          | Propriétaire à Paris |
| 1964                                     | 1982              | André Pommery (1901-1990)                 | SFIO puis PSD | Agriculteur Maire de Breuil-le-Sec (1937-1971) |
| 1982                                     | 2015              | André Vantomme                            | PS            | Inspecteur des domaines Suppléant du député Jean-Pierre Braine (1988 à 2002) Sénateur (2001-2011) Maire de Clermont (1983-2001) Premier vice-président du Conseil général |
| Les données manquantes sont à compléter. |                   |                                           |               | |

### Conseillers départementaux depuis 2015
| Période élective | Période élective | Mandat | Mandat   | Identité           | Nuance | Nuance | Qualité |
| ---------------- | ---------------- | ------ | -------- | ------------------ | ------ | ------ | --- |
| 2015             | 2021             | 2015   | 2021     | Ophélie Van Elsuwe |        | LR     | Agent commercial dans l'immobilier Conseillère municipale de Liancourt (depuis 2020) Ancienne adjointe au maire de Rantigny Conseillère départementale déléguée, chargée de la jeunesse et de la citoyenneté |
| 2015             | 2021             | 2015   | 2021     | Édouard Courtial   |        | LR     | Consultant Ancien Député (2002-2011, 2012-2017) Ancien maire d'Agnetz (2003-2015) Ancien Président du Conseil départemental (2015-2017) Ancien Secrétaire d'Etat (2011-2012) Sénateur depuis 2017            |
| 2021             | 2028             | 2021   | en cours | Maxime Minot       |        | LR     | Employé du secteur privé Député de l'Oise, ancien maire d'Étouy |
| 2021             | 2028             | 2021   | en cours | Ophélie Van Elsuwe |        | HOR    | Conseillère sortante, Déléguée, chargée de la lutte contre le ruissellement et les inondations |

Ophélie Van Elsuwe a quitté LR. Elle est à Horizons.

### Résultats détaillés

#### Élections de mars 2015
À l'issue du 1er tour des élections départementales de 2015, trois binômes sont en ballottage : Édouard Courtial et Ophélie Van Elsuwe (Union de la Droite, 35,18 %), Valérie Domisse et Philippe Lambilliotte (FN, 29,57 %) et Valérie Menn et André Vantomme (Union de la Gauche, 23,56 %). Le taux de participation est de 55,81 % (14 375 votants sur 25 756 inscrits) contre 51,32 % au niveau départemental et 50,17 % au niveau national.
Au second tour, Édouard Courtial et Ophélie Van Elsuwe (Union de la Droite) sont élus avec 41,15 % des suffrages exprimés et un taux de participation de 56,27 % (5 782 voix pour 14 523 votants et 25 811 inscrits).

#### Élections de juin 2021
Le premier tour des élections départementales de 2021 est marqué par un très faible taux de participation (33,26 % au niveau national). Dans le canton de Clermont, ce taux de participation est de 35,8 % (9 208 votants sur 25 722 inscrits) contre 32,46 % au niveau départemental. À l'issue de ce premier tour, deux binômes sont en ballottage : Maxime Minot et Ophélie Van Elsuwe (DVD, 50,85 %) et Denis Dupuis et Mirjana Jakovljevic (Union à gauche, 27,11 %).
Le second tour des élections est marqué une nouvelle fois par une abstention massive équivalente au premier tour. Les taux de participation sont de 34,36 % au niveau national, 32,8 % dans le département et 35,54 % dans le canton de Clermont. Maxime Minot et Ophélie Van Elsuwe (DVD) sont élus avec 66,15 % des suffrages exprimés (5 670 voix pour 9 145 votants et 25 734 inscrits),,. 

## Composition

### Composition avant 2015

Situation du canton de Clermont dans le département de l'Oise avant 2015.

Le canton de Clermont regroupait 24 communes.
| Nom                      | Code Insee | Codepostal | Superficie (km2) | Population (dernière pop. légale) | Densité (hab./km2) |
| ------------------------ | ---------- | ---------- | ---------------- | --------------------------------- | ------------------ |
| Clermont (chef-lieu)     | 60157      | 60600      | 5,81             | 10 862 (2012)                     | 1 870              |
| Agnetz                   | 60007      | 60600      | 12,94            | 2 977 (2012)                      | 230                |
| Airion                   | 60008      | 60600      | 6,73             | 447 (2012)                        | 66                 |
| Avrechy                  | 60034      | 60130      | 12,39            | 1 140 (2012)                      | 92                 |
| Avrigny                  | 60036      | 60190      | 6,01             | 353 (2012)                        | 59                 |
| Bailleul-le-Soc          | 60040      | 60190      | 14,14            | 654 (2012)                        | 46                 |
| Blincourt                | 60078      | 60190      | 2,82             | 116 (2012)                        | 41                 |
| Breuil-le-Sec            | 60106      | 60840      | 8,89             | 2 463 (2012)                      | 277                |
| Breuil-le-Vert           | 60107      | 60600      | 7,37             | 2 900 (2012)                      | 393                |
| Bulles                   | 60115      | 60130      | 16,70            | 901 (2012)                        | 54                 |
| Choisy-la-Victoire       | 60152      | 60190      | 9,97             | 213 (2012)                        | 21                 |
| Épineuse                 | 60210      | 60190      | 7,12             | 266 (2012)                        | 37                 |
| Erquery                  | 60215      | 60600      | 5,91             | 578 (2012)                        | 98                 |
| Étouy                    | 60225      | 60600      | 9,53             | 795 (2012)                        | 83                 |
| Fitz-James               | 60234      | 60600      | 9,65             | 2 349 (2012)                      | 243                |
| Fouilleuse               | 60247      | 60190      | 2,91             | 120 (2012)                        | 41                 |
| Lamécourt                | 60345      | 60600      | 3,44             | 223 (2012)                        | 65                 |
| Litz                     | 60366      | 60510      | 9,76             | 363 (2012)                        | 37                 |
| Maimbeville              | 60375      | 60600      | 5,75             | 376 (2012)                        | 65                 |
| La Neuville-en-Hez       | 60454      | 60510      | 28,42            | 985 (2012)                        | 35                 |
| Rémécourt                | 60529      | 60600      | 2,78             | 95 (2012)                         | 34                 |
| Rémérangles              | 60530      | 60510      | 8,20             | 221 (2012)                        | 27                 |
| La Rue-Saint-Pierre      | 60559      | 60510      | 8,68             | 785 (2012)                        | 90                 |
| Saint-Aubin-sous-Erquery | 60568      | 60600      | 6,26             | 316 (2012)                        | 50                 |

### Composition à partir de 2015
Le canton de Clermont compte désormais 20 communes.
| Nom                              | Code Insee | Intercommunalité                     | Superficie (km2) | Population (dernière pop. légale) | Densité (hab./km2) | Modifier                                    |
| -------------------------------- | ---------- | ------------------------------------ | ---------------- | --------------------------------- | ------------------ | ------------------------------------------- |
| Clermont (bureau centralisateur) | 60157      | CC du Clermontois                    | 5,81             | 10 704 (2022)                     | 1 842              | modifier les données · modifier les données |
| Agnetz                           | 60007      | CC du Clermontois                    | 12,94            | 3 060 (2022)                      | 236                | modifier les données · modifier les données |
| Bailleval                        | 60042      | CC du Liancourtois - la Vallée dorée | 8,01             | 1 477 (2022)                      | 184                | modifier les données · modifier les données |
| Breuil-le-Sec                    | 60106      | CC du Clermontois                    | 8,89             | 2 526 (2022)                      | 284                | modifier les données · modifier les données |
| Breuil-le-Vert                   | 60107      | CC du Clermontois                    | 7,37             | 3 150 (2022)                      | 427                | modifier les données · modifier les données |
| Catenoy                          | 60130      | CC du Clermontois                    | 12,61            | 1 080 (2022)                      | 86                 | modifier les données · modifier les données |
| Erquery                          | 60215      | CC du Clermontois                    | 5,91             | 592 (2022)                        | 100                | modifier les données · modifier les données |
| Étouy                            | 60225      | CC du Clermontois                    | 9,53             | 839 (2022)                        | 88                 | modifier les données · modifier les données |
| Fitz-James                       | 60234      | CC du Clermontois                    | 9,65             | 2 546 (2022)                      | 264                | modifier les données · modifier les données |
| Fouilleuse                       | 60247      | CC du Clermontois                    | 2,91             | 144 (2022)                        | 49                 | modifier les données · modifier les données |
| Labruyère                        | 60332      | CC du Liancourtois - la Vallée dorée | 2,41             | 699 (2022)                        | 290                | modifier les données · modifier les données |
| Lamécourt                        | 60345      | CC du Clermontois                    | 3,44             | 194 (2022)                        | 56                 | modifier les données · modifier les données |
| Liancourt                        | 60360      | CC du Liancourtois - la Vallée dorée | 4,75             | 6 884 (2022)                      | 1 449              | modifier les données · modifier les données |
| Maimbeville                      | 60375      | CC du Clermontois                    | 5,75             | 385 (2022)                        | 67                 | modifier les données · modifier les données |
| Nointel                          | 60464      | CC du Clermontois                    | 9,35             | 1 156 (2022)                      | 124                | modifier les données · modifier les données |
| Rantigny                         | 60524      | CC du Liancourtois - la Vallée dorée | 4,16             | 2 538 (2022)                      | 610                | modifier les données · modifier les données |
| Rémécourt                        | 60529      | CC du Clermontois                    | 2,78             | 75 (2022)                         | 27                 | modifier les données · modifier les données |
| Rosoy                            | 60547      | CC du Liancourtois - la Vallée dorée | 4,95             | 622 (2022)                        | 126                | modifier les données · modifier les données |
| Saint-Aubin-sous-Erquery         | 60568      | CC du Clermontois                    | 6,26             | 348 (2022)                        | 56                 | modifier les données · modifier les données |
| Verderonne                       | 60669      | CC du Liancourtois - la Vallée dorée | 3,33             | 487 (2022)                        | 146                | modifier les données · modifier les données |
| Canton de Clermont               | 6005       |                                      | 130,81           | 39 506 (2022)                     | 302                | modifier les données                        |

## Démographie

### Démographie avant 2015
| 1962   | 1968   | 1975   | 1982   | 1990   | 1999   | 2006   | 2011   | 2012   |
| ------ | ------ | ------ | ------ | ------ | ------ | ------ | ------ | ------ |
| 19 925 | 21 040 | 22 468 | 24 381 | 26 867 | 28 072 | 29 861 | 30 339 | 30 498 |

### Démographie depuis 2015
En 2022, le canton comptait 39 506 habitants, en évolution de +1,87 % par rapport à 2016 (Oise : +0,87 %, France hors Mayotte : +2,11 %).
| 2013   | 2018   | 2022   |
| ------ | ------ | ------ |
| 39 060 | 38 930 | 39 506 |